# Gonophora gibbera
Gonophora gibbera es una especie de insecto coleóptero de la familia Chrysomelidae. Fue descrita por Uhmann en 1960.